# 大山賛歌 わがこころの山

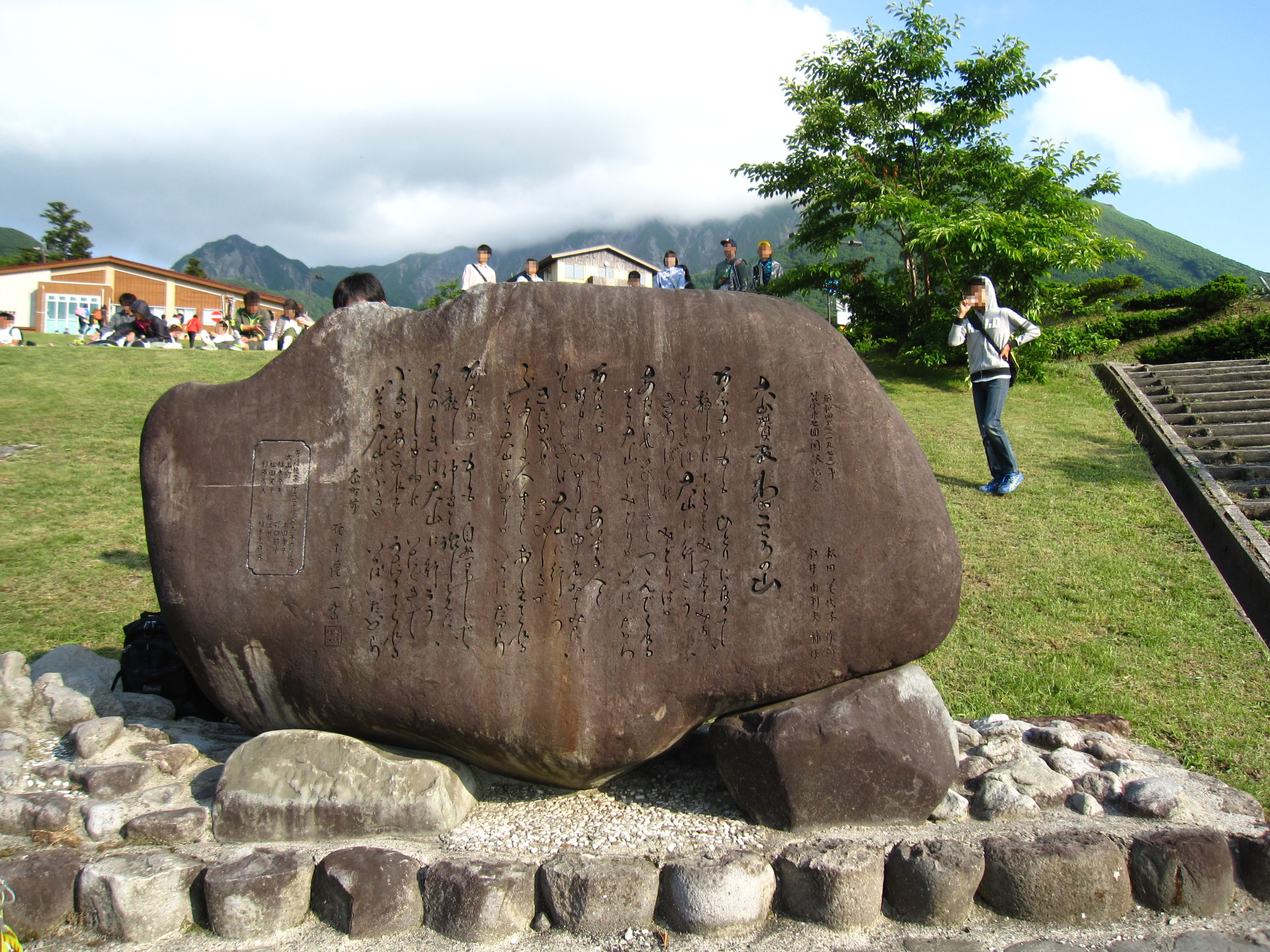
「大山賛歌　わがこころの山」歌碑

「大山賛歌 わがこころの山」（だいせんさんか わがこころのやま）は、1972年（昭和47年）に日本の鳥取県西伯郡大山町が第27回冬季国体の開催を記念して作成した楽曲である。2015年（平成27年）には、同町の正式な町民歌として制定された。
作詞・松田美代子、補作・松井由利夫、作曲および編曲・川口真。

## 解説

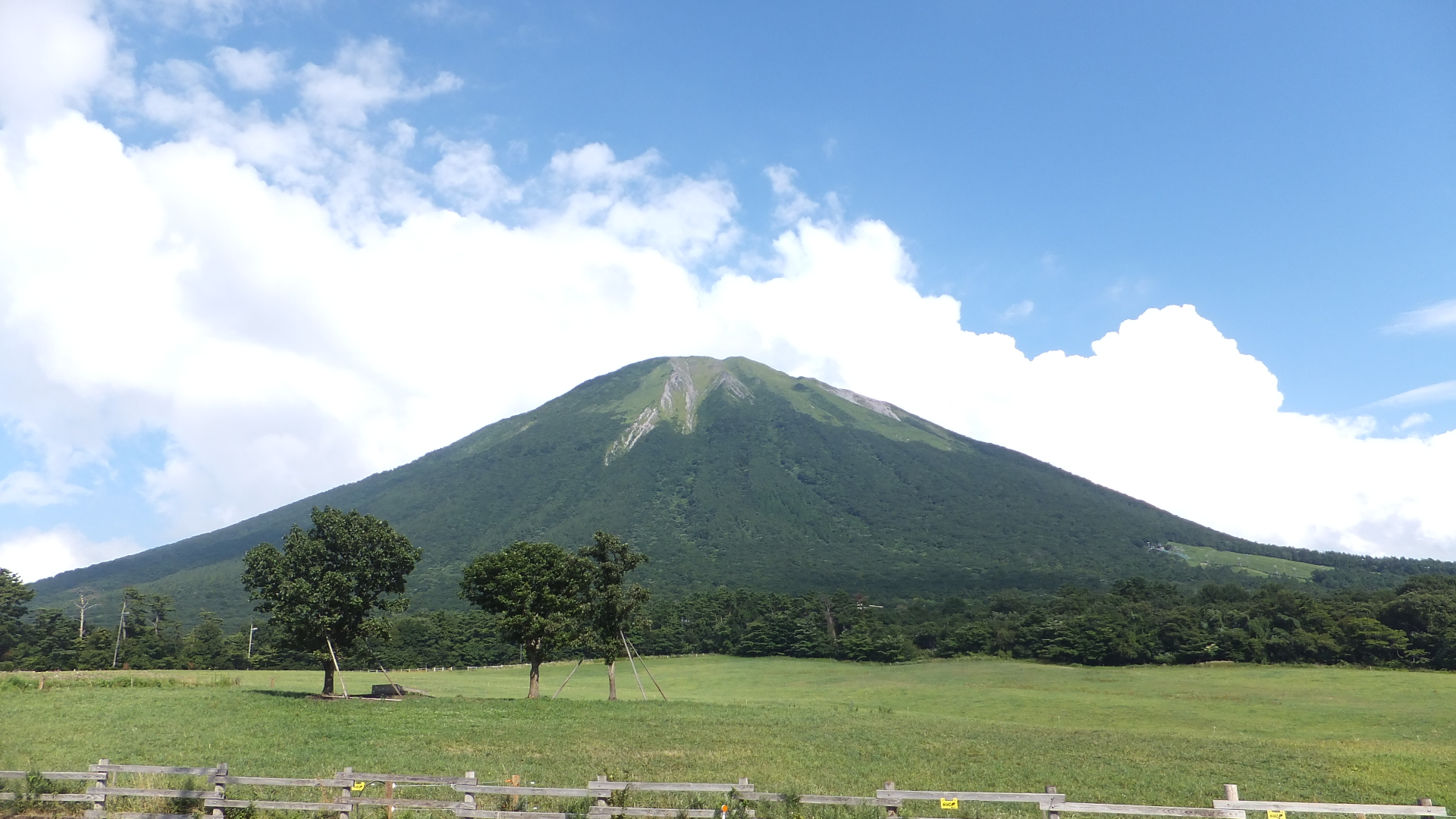
伯耆大山

1972年（昭和47年）に（旧）大山町で冬季国体が開催されることを記念し、山陰放送の後援により町のシンボルである大山（伯耆大山）を讃える歌を一般公募した。応募総数736編から当時町立大山中学校3年生であった松田美代子の応募作が入選作として採用され、松井由利夫の補作、川口真の作曲および編曲を経て11月に発表。国体開会式で演奏され、東芝音楽工業（現ユニバーサルミュージック・EMI Records）によりデューク・エイセスが歌唱するシングルレコードが製造された。
1955年（昭和30年）から2005年（平成17年）まで存続した（旧）大山町では正式な町民歌を制定していなかったが、この「大山賛歌」が事実上の町民歌に相当する愛唱歌として幅広く浸透し、大山の山開きや町内のイベントで演奏されるようになった。1993年（平成5年）に再び大山町を会場として第48回冬季国体が開催された時も、開会式で演奏されている。
（旧）大山町は2005年に名和町・中山町と新設合併して（新）大山町となったが、この際の合併協議では名和町・中山町の町民歌がそれぞれ「地域の歌」として存続する方針が確認されたのに対し（旧）大山町が作成した「大山賛歌」の取り扱いに関しては正式な町民歌とされていなかったため確認の対象には含まれなかった。しかし、新設合併後も（新）大山町では旧名和町・中山町を含めて（旧）大山町の時代に作成された「大山賛歌」が広範に認知されている実態に鑑み2007年（平成19年）の鳥取和牛博覧会など町が主催・後援するイベントでは（旧）大山町の時代と同様に「大山賛歌」が演奏され、2009年（平成21年）には大山道の博労座にある駐車場の一角に歌碑が建てられている。また、町では町民の健康増進を目的として「大山賛歌」の曲に合わせた町民体操「大山賛歌体操」の普及促進活動も行っている。
こうした合併後の使用実績もあり、2015年（平成27年）に合併10周年を記念して町花・町木の選定および町民歌の制定に関するアンケートを実施した際には「大山賛歌」を正式な町民歌として推す意見が全体の8割にのぼった。そのため、選定委員会の答申に基づき町花ハマナス・町木ダイセンキャラボクと併せて「大山賛歌」を正式な町民歌として制定する告示が同年10月10日付で行われた。